# Parhedyle
Parhedyle is een geslacht van weekdieren uit de klasse van de Gastropoda (slakken).

## Soorten
- Parhedyle cryptophthalma (Westheide & Wawra, 1974)
- Parhedyle odhneri (Ev. Marcus & Er. Marcus, 1955)
- Parhedyle tyrtowii (Kowalevsky, 1900)

Niet geaccepteerde naam:
- Parhedyle gerlachi, synoniem van Microhedyle gerlachi